# نورمان جوستين
نورمان جوستين (بالإنجليزية: Norman Heath)‏ (31 يناير 1924 بولفرهامبتن في المملكة المتحدة - 1 نوفمبر 1983 في المملكة المتحدة) هو لاعب كرة قدم بريطاني (وحمل سابقاً جنسية المملكة المتحدة لبريطانيا العظمى وأيرلندا) في مركز حراسة المرمى. لعب مع وست بروميتش ألبيون.